# Николай Боев
Николай Крумов Боев (8 май 1922 – 12 ноември 1985) е български зоолог, орнитолог и природозащитник

## Произход
Николай Крумов Боев е роден на 8 май 1922 г. в Айтос, Бургаска област. Баща му, Крум Боев е книжар и издава вестника „Нов Айтос“. Майка му, Златка Георгиева Боева е учителка по френски и руски език в прогимназията и гимназията в града и основателка на Българо-съветското дружество във Варна. Единият му дядо – Никола Боев е опълченец, участвал в битката при Стара Загора, а другият – войводата Дико Джелебов е български революционер, войвода на Вътрешната македоно-одринска революционна организация, първият знаменосец на Илинденско-Преображенското въстание. В семейството са три деца – има брат Милко и сестра Димка.

## Образование
Основното и прогимназиалното си образование завършва в Айтос. В отделенията е ученик в класа на учителя Никола Стаматов, известен със своята взискателност. От малък Николай проявява голям интерес към животните. По това време прави своите първи системни наблюдения върху птиците в Айтос и събира лична сбирка от насекоми, която наброява няколкостотин вида.
Гимназиалното си образование завършва в Първа мъжка гимназия през 1941 г. във Варна. През този период интересът му към изучаването на животните се засилва. Както сам пише за себе си, със зоология се занимава още от ученическата скамейка. В гимназията и по-късно в Софийския университет главното му влечение остават зоологията и по-специално – птиците. Като ученик отглежда вкъщи някои по-обикновени видове птици, земноводни, влечуги и бозайници. Едва 9-годишен той си доставя и жадно прочита книгата на Едуард Клайн – най-пълното за времето си съчинение по птиците в България, съдържащо данни за всичките 314 известни дотогава в страната видове птици. Зоологът Иван Василев му е учител по биология в VII клас, а в VIII клас и класен наставник и това може да е оказало някакво положително въздействие върху дооформянето на интересите му.
Животинският свят и зоологията, обикнати още в детските години, задържат интереса му и като гимназист, когато вече познава почти всички български видове птици. По това време той редовно следи каталозите на различни книжарници и издателства и се снабдява с редица ценни зоологични издания за птици и бозайници. Първата си статия „Прокълнати птици“  написва още като ученик на 18-годишна възраст през 1941 г. Изпраща я в авторитетното списание „Природа“ на Константин Христович (син на основателя му, Георги Христович и докато е в армията, статията му бива отпечатана (1942). Там излиза и втората му статия (1944). . Баща му иска Николай да стане търговец, защото той и баща му му също са били търговци (книжари) и е против продължаването на обучението му в гимназията. След настояване от страна на майка му, Николай заминава за Варна. Още като ученик (в VII клас) започва да събира народни имена на животните за съставянето на един бъдещ „Български зоологичен речник“ – една необходимост и негова юношеска мечта, останала неосъществена до края на живота му, макар че издава един въпросник по темата
Като войник топограф-фотограметър през 1941 – 1943 г. в Шумен) Николай Боев събира вкаменелости из Шуменското плато и чете редица произведения на италиански, френски, немски, руски и английски учени-естественици, както и някои съчинения на проф. Асен Златаров. Докато е в армията, за кратко време е командирован от Шумен в София. Отпуските си прекарва в Царския Естествено-исторически музей, където почти всяка събота и неделя опитва с наличните си книги да определя птици и бозайници, подредени във витрините. Там се запознава лично и с Цар Борис III – познавач на птиците, които, подобно на баща му, били едно от неговите хобита. Още като войник, Николай Боев е в интензивна кореспонденция с един от водещите по онова време орнитолози в света – италианеца Едгардо Молтони Edgardo Moltoni, който му изпраща всички свои научни публикации. След 1944 г. контактите на Н. Боев с Молтони станали невъзможни, а мечтите да продължи образованието си в Италия – разбити завинаги.

## Ранна научна дейност
През 1943 г. започва следването си по естествена история в Природоматематическия факултет на Софийския университет „Св. Климент Охридски“ (1943 – 1947 г.). За началото на следването си той пише: ... Но почнаха бомбардировките и едва изкарахме първия семестър. За целия втори семестър бяхме разпуснати. През това време писах едно обширно писмо до Павел Патев (тогава директор на Зоологическата градина и единствения наш орнитолог), с което му пратих списък на нови за нашата фауна 30 вида птици според литературни данни и проучванията ми от сбирката птици в музея (като войник). През целия този свободен от занятия втори семестър аз правех наблюдения върху птиците на гр. Айтос, четях специална литература ..." В обширното си писмо-отговор, П. Патев потвърждава неговите издирвания по отношение на състава на нашите птици и му благодари за някои нови данни, които бил пропуснал. Патев му изпратил и пръстени за маркиране на птиците, с които Николай опръстенил стотина лястовици. По-късно Патев включва в монографията си „Птиците в България“ (1950) данните от неговия „Списък на нови за нашата страна 30 вида птици“, което е и първият сериозен научен принос на Боев в изучаването на българската орнитофауна.
С Павел Патев обаче Николай се запознава лично едва през 1945 г. като студент второкурсик. Тогава двамата със своя приятел и колега, бележитият наш зоолог, ст.н.с. Димо Божков, отиват в кабинета му и взаимно очаровани от посещението си, поставят началото на цяла серия срещи с Патев, от когото се научили да препарират и определят птиците и се запознали с много важни въпроси на орнитологията. Както отбелязва Д. Божков, Патев „... бързо оцени дарбите и способностите на Николай. Неслучайно по-късно той го привлече да му помага при подреждането на орнитологичните сбирки ...“
През студентските си години Н. Боев се заема с опръстеняването на птици с увлечение. Той е доброволен сътрудник на Българска орнитологическа централа при Царския Естествено-историческия музей в София. Като студент във II курс д-р Иван Буреш му предлага да подреди орнитологичните сбирки в музея след бомбардировките през март 1944 г. Тази задача за него е въпрос на чест и той я изпълнява блестящо „... безплатно и с удоволствие.“ И по-късно като лаборант, Н. Боев доброволно помага за подреждането на колекциите от гръбначни животни (и особено от птици). Първоначално това става под ръководството на акад. д-р Иван Буреш и Павел Патев, когото нарича „моя учител“. Силно пострадалите от бомбардировките сбирки се нуждаели от реставриране, почистване и подреждане, което Боев прави с желание и интерес. Тази дейност съвпада с цялостното ремонтиране на музея, организирано и проведено от д-р Кръстю Тулешков и по-късно довършено от д-р Нено Атанасов. По политически съображения след 9 септември 1944 г. за Николай Боев настъпват трудни години. Той е лишен от право на стипендия и е принуден да следва и завърши образованието си на собствена издръжка.
Като студент, по повечето дисциплини Николай показва задълбочени знания и отличен успех. Почти всички от преподавателите му, видни наши естественици (проф. Георги Паспалев, проф. Николай Стоянов, проф. Даки Йорданов, доц. Пенчо Дренски, доц. Александър Вълканов, проф. Петър Бакалов), са възхитени от знанията на Николай. През тези години по молба на свои колеги, Николай често пише лозунги и рисува плакати, стенвестници и агиттабла и така участва активно в различни студентки прояви. Д-р Д. Костов, си спомня: „Кольо още от малък имаше тази природна дарба да рисува много хубаво. За възрастта му това бяха отлични рисунки.“ Тази му способност е оценена и от Павел Патев, който му предлага да изготви щриховите рисунки в монографията му за българските птици – задача, която Н. Боев блестящо изпълнява. През този период при всяка възможност младият Николай трупа знания, почерпени от неговите преподаватели и по-възрастни колеги в столицата. Заедно с това вече публикува и редица статии по интересни за него теми. Като студент отпечатва 20 научнопопулярни статии, а до 25-ата си година има вече над 40 статии в десетина столични списания и вестници.
В писмо на проф. Александър Вълканов, директор на Черноморската биологична станция (дн. Варненски аквариум), от 7 юни 1947 г. до акад. Иван Буреш пише: „Николай Боев е един от най-добрите и надеждни студенти-естественици, които са преминавали през последните двадесет и пет години през нашия университет. По отношение на неговата начетеност и познания аз го поставям без колебание в редицата на малкото наши вече напълно оформени зоолози. Основа, която го издига особено високо в моите очи и представлява сигурен залог за неговия успех и напредък в науката, е кристално чистата му любов към зоологията, на която се е посветил, любов, която го държи много високо над користното отношение към науката.“ На 14 юни 1947 г. проф. Георги Паспалев пише до акад. Буреш: „... през време на студентството си г-н Боев проявяваше особен интерес към зоологичните дисциплини изобщо, но особено към тия, засягащи гръбначните животни и по-специално към птиците и бозайниците. Благодарение на този интерес той има върху тия гръбначни животни доста познания, които надхвърлят даваното в университетския курс. Същият ... работи дипломна работа при мене и аз съм с впечатление, че той има нужните данни за научни занимания.“ Висока оценка на качествата на Николай като учен-зоолог дава и Константин Христович, притежател и редактор на списанието „Природа“ в писмо до д-р Буреш от 15 юни 1947 г.: „... познавам го като младеж с добри познания върху птичата и бозайна фауна в нашата страна. Публикуваните от него в редактираното от мене списание „Природа“ статии намирам за много сполучливи и заслужаващи насърчение.“. С такива отзиви от най-изтъкнатите наши естественици Боев постъпва на работа в Българска академия на науките. Двадесет години по-късно, при хабилитирането му, акад. Ив. Буреш отбелязва: „Той правеше (като студент – б.а.) впечатление на всички свои професори с голямата си любознателност. Много отрано той влезе във връзка с тогавашния директор на зоологическата градина, орнитолога Павел Патев. Двамата се проявиха в онова време преди 30 години (т.е. 15 – 16 годишен) като единствените орнитолози в България. ... Николай Боев много отрано се прояви като голям книголюбител. Той редовно посещаваше всички книжарници и антиквариати в София и с последната си стотинка (като студент, а и по-късно) купуваше природонаучни книги. В кратко време той натрупа голяма и богата библиотека, която днес може да прави чест на всеки орнитологически институт.“ Тази негова любов към книгите е вдъхната от баща му и дядо му Никола Боев, за които тя е била и професия. В началото на юни 1947 г. Н. Боев завършва семестриално следването си във Физико-математическия факултет. Дипломира през 1949 г.

## Професионален път
На 1 август 1947 г. е назначен като лаборант в Природонаучния музей при БАН (дн. Национален природонаучен музей), а от 1 юни 1949 г. – като асистент в Зоологическата градина при БАН. От 1 март 1950 г. е назначен за младши научен сътрудник в Зоологическия нститут с музей при БАН (преди това – Институт по зоология, след преминаването на Зоологическата градина от БАН към Столичната община), но след 31 ноември 1951 г. пак е прехвърлен на работа в зоопарка. През 1963 г. е върнат отново на работа в Зоологическия институт с музей, където работи до 1969 г. Цялата му трудова дейност преминава в учрежденията на Българската академия на науките. Като лаборант в музея, Николай Боев подрежда разпилените и повредени от бомбардировките колекции от птици, яйца и гнезда и помага на д-р Нено Атанасов за подреждането на колекциите от бозайници, на д-р Буреш – за влечугите и земноводните, а на доц. Пенчо Дренски – за рибите. Оказва съдействие в и набавянето на необходимата научна специализирана литература по зоология за библиотеката на института.
От първите години на научната си кариера, Н. Боев е ревностен защитник на природата. Той става член на Съюза за защита на родната природа и изготвя неговата емблема – профилното изображение на брадат лешояд, впоследствие превърнало се в символ на българската природозащита. От май 1951 г. Н. Боев е секретар на Съюза за защита на природата с председател д-р Кирил Ризов. По-късно членува и в Комисията по защита на природата при БАН до трансформирането ѝ през 1967 г. По негова инициатива пред Британското посолство у нас в Природонаучния музей се организира изложбата „Защита на природата в Англия“, а в Лондон – на „Защита на природата в България“. Участва в работата на комисията по изработването на текста на Закона за защита на природата. Боев е инициатор за издаването и съавтор на първия в България учебник по защита на природата. Активната популяризация на природозащитните идеи го превръща в един от най-изтъкнатите наши популяризатори на природонаучни и природозащитни знания.
Дванадесетгодишната му дейност като асистент и научен сътрудник в Софийската зоологическа градина при БАН (дн. Софийски зоопарк) се изразява в подобряване на съществуващите помещения за животните и разширяване на експозиционната площ с нови постройки, определяне на редовни сезонни дажби за животните, както и на специални дажби за млади животни, бременни женски и др., набавяне на нови експонати от местната фауна, комплектуване на сбирките от живи ескпонати чрез набавяне на нови екземпляри чрез обмен с чуждестранни зоопаркове и зоофирми, ежедневен контрол на състоянието на експонатите от поверения му сектор в зоопарка – птиците, изработване на научно верни текстове с информация за животните, съставяне на пътеводител за зоопарка, научноизследователска дейност, проучване на специалната литература за изграждането на зоопарковете или отделни сектори и клетки за конкретни видове. Цялата тази дейност, проведена с вещината на компетентен специалист, е от изключително значение за твърде обеднялата на видове и екземпляри след войната зоологическа градина. Н. Боев е консултант и на проектите и съпроектант на зоопарковете в Хасково, Димитровград, Благоевград, Габрово, Варна и др., както и на новия Софийски зоопарк, от който е реализиран само първият етап. Най-интересните епизоди от „зоопарковия“ период в научното поприще на Н. Боев намират отражение в книгата му „И птиците обичат“ 
Като млад специалист в БАН той завежда Българската орнитоцлогична централа, отговаря за стопанисването на Мандренското езеро, дн. язовир Мандра, активно сътрудничи на тогавашната Димитровска пионерска организация „Септемврийче“, изготвя текстове за всички клетки на животните, води кореспондеция с ловните дружинки и с чуждестранните зоопаркове по различни въпроси на отглеждането на животните и др. През тези години използва възможността да се запознае с дейността и устройството на зоологическите градини в бившите източен и западен Берлин, Дрезден, Лайпциг, Хелзинки, Стокхолм, Лондон, Амстердам, Прага, Братислава, Острава, Варшава, Вроцлав, Букурещ, Москва, Санкт-Петербург, Киев, Одеса, Харков, двата зоопарка в Париж, херпетологичната къща в Неапол и др. Всичко това го прави един от най-добрите специалисти и по зоопарково дело в България. През 1951 – 1953 г. като служител в зоопарка, Боев работи върху 3 научноизследователски теми: „Очерк върху птиците в Софийско“, „Състояние на блатния водоплаващ дивеч и мерки за неговото увеличение“ и „Птиците на Добруджа“.
Най-плодотворният период за Николай Боев като полеви орнитолог е десетилетието 1955 – 1965 г., когато той съобщава 4 нови вида (тук се нямат предвид 30-те вида птици, съобщени през 1944 г. на П. Патев) за българската орнититофауна – среден корморан (Phalacrocorax aristotelis), трипръста чайка (Rissa tridactyla), дългоклюна чайка (Larus gennei) и тънкоклюн листоног (Phalaropus lobatus), проучва с колеги състава и разпространението на птиците в Тракия, публикува много нови данни за редица слабо известни в страната видове и отпечатва най-пълната за времето си фауна на птиците в България, съдържаща много данни от лични наблюдения и илюстрирана от него с черно-бели щрихови рисунки . Н. Боев воюва за прекратяване на „пушечния“ етап от развитието на българската орнитология. За установяване на наблюденията той предпочита използването на зрителна тръба и бинокъл, вместо отстрелване на „доказателствения“ екземпляр, така както е от десетилетия в по-надпредналите страни в Европа.
През 1962 г. Н. Боев води група английски орнитолози по време на 45-дневното им пътуване из страната за извършване на орнитологични наблюдения. Сред тях са бележитият орнитолог Guy Mountfort, световноизвестният фотограф-анималист Eric Hosking и др. Впоследствие д-р Маунфорт написва книга, по-голямата част от която разкрива великолепието на природата на България. Оценен високо от английските орнитолози, Н. Боев е поканен лично от секретаря на Международния орнитологичен конгрес в Оксфорд, Nikolaas Tinbergen (Нобелов лауреат, 1973) за участие в него. Укрепването на научните контакти между българските и британските орнитолози след 15-ина години изпитва нов тласък с определянето на Н. Боев от Държавен комитет за наука и технически прогрес при Министерския съвет за научен ръководител на английския орнитолог John Allan Roberts, който в продължение на няколко години публикува редица свои трудове с интересни и нови данни за българската орнитофауна в реномирани британски издания.
През 1963 г. по инициатива на проф. Георги Паспалев, Боев е поканен да чете леции по зоогеография и специален курс по орнитология в Биологическия факултет в Софийския университет, което прави в продължение на 5 години.
По покана на Централния научноизследователски институт по горско стопанство Н. Боев изследва орнитофауната в района на язовир Искър и в полезащитни горски пояси в Южна Добруджа. Член е на Висшия ловен съвет при Министерството на горите и с участието си допринася много за утвърждаването на правилно отношение към стопанисването и опазването на дивечовите ресурси на страната. Заслуга на Н. Боев е прекратяването на анахроничната срамна практика организираните ловци в Български ловно-рибарски съюз (дн. Съюз на ловците и риболовците в България) да се отчитат за дейността си по унищожаването на вреден дивеч с представянето на отрязани крака от орли, ястреби, соколи, премахването на гюметата като начин за ловуване на блатен дивеч и др. Най-активно Боев участва в изготвянето на новия Закон за защита на природата и Правилника за приложението му.
Пак по това време (1963 – 1965 г.) като уредник в музея той изготвя план за „постепенна модерна реорганизация“, въвежда нов тип на експониране в биогрупи и „малки макетни диорами“, провежда инвентаризация и значително допринася за обогатяването на музейните колекции с нови препарати. Продължава работата си по съставянето на „Български зоологичен речник“, който смятал да послужи за изготвянето на българската зоологична номенклатура, каквато и до днес все още няма изградена. Към 1968 г. той вече е събрал над 2000 български народни названия на птиците (средно по 6 имена за всеки вид) и още много други за останалите животни. По подобие на труда си за изчезването на бобъра (Castor fiber) у нас . Към 1968 г. Боев е почти готов с публикуването на работите си за тура (Bos primigenius) и елен лопатар (Cervus dama). Те обаче остават непубликувани.
На 13 декември 1967 г. след участие в конкурс, от 1970 г. е Н. Боев е назначен като старши научен сътрудник в Комисията по защита на природата при БАН с председател проф. Георги Паспалев, където е неин научен секретар. Впоследствие става ръководител на Секция „Защитени природни територии и защитен генетичен фонд“. Там дейността му е свързана главно с проучването и организирането на защитени природни територии (национални паркове, резервати, защитени местности и природни паметници), както и с конкретни мерки за опазване на редките и застрашени видове.
През 1976 – 1977 г. Николай Боев работи по няколко научни теми върху аклиматизацията на диви бозайници и птици, изчезването на редки видове, методи за проучване и опазване на резервати и други защитени територии и обекти, защитени видове животни, природозащитни изследвания на Разградски окръг и др. По това време е и член на научните съвети при издателствата „Наука и изкуство“, „Земиздат“ и „Варна“, в които успява да предложи за отпечатване у нас на десетки полезни и интересни популярни книги с природонаучна и природозащитна тематика на известни чуждестранни автори като Жан Дорст, Бернхард Гжимек, Джой Адамсън, Максим Зверев, Джералд Даръл, Борис Стрелников, Никола Тинберген, Юлиус Комарек, Рейчъл Карлсън, Джейн Гудол, Е. П. Спангенберг и др.
Боев мечтае и за изграждането у нас на един Институт по екология и защита на природата, каквито вече имало в редица източно-европейски страни. Той смята, че НКЦОВОС би могъл да прерасне в едно такова научно учреждение към Българската академия на науките. Изготвя концепция, и подробни планове, с които предлага изграждането му пред ръководството на БАН и висши държавни институции. За жалост тази негова идея, макар и за кратко, се реализира едва след смъртта му. Впоследствие Институтът по екология при БАН е трансформиран в Централна лаборатория по обща екология при БАН, а в 2010 г. става част от Институт по биоразнообразие и екосистемни изследвания на БАН.
В периода 1973 – 1976 г. Н. Боев отново е поканен за преподавател в Биологическия факултет на Софийския университет – този път по „Основи на защитата на природната среда“. През 1979 – 1981 г. той често е командирован в гр. Котел, където работи като научен консултант по изграждането на експозицията на новия Природонаучен музей, открит за посещеия на 5 октомври 1981 г. Заедно с това работи (1979 – 1980 г.) и по своята част за птиците от неколкократно отлаганата за печат „Червена книга на Н Р България“ В нея той е автор на статиите за 16 вида птици.
В началото на 80-те години Н. Боев вече е събрал огромно количество данни и по три други любими свои теми, по които е възнамерявал скоро да публикува обобщените си резултати: „Топонимиката като относителен биогеографски индикатор и в помощ на природозащитата“, „Към историята на природозащитата у нас през Първата и Втората българска държава и Отоманското иго“ и „Материали за проучването на съществуването на тура у нас“. През 1981 г. той планира издаването на книгите си „Аклиматизация на дивите бозайници и птици“ и „Животни и топонимия“. Усилено работи и върху „Биографии на 100 животни“, замислена в два тома (за използваните от човека видове животни). Предвижда да издаде второ поправено и допълнено издание на частта за птиците от „Фауна на България – кратък определител“, както и на популярната му книга „Грижи за поколението у животните“ в 2 части. Той не успява да отпечата тези интересни свои трудове. Пенсионира се през 1984 г. Умира на 12 ноември следващата година, работейки над коректурите на последната си книга – за декоративните птици.
Николай Боев е бил делегат от България на десетки научни конгреси, сипозиуми, конференции и съвещания в чужбина. Като орнитолог е бил делегат на международните орнитологични конгреси в Хелзинки, Оксфорд и Москва, на орнитологичните конференции в Прага и Ленинград, на конгреса по ловознание в Москва и мн. др.
По време на една командировка във Франция, в Големия салон на Природонаучния музей в Париж Боев изнася доклад пред повече от 300 естественици за опазването на животинския свят в България. Така запознава френската научна общественост със състоянието на българската природозащита, от която дотогава на запад са нямали и представа.

## Популяризиране на природозащитната идея
Научното творчество на Боев се състои в 50 научни труда, 4 учебника, 29 научнопопулярни книги и около 650 научнопопулярни и публицистични статии. Сред по-значимите му трудове са тези за бобъра, средния корморан, степния пор, гугутката , за черния щъркел, птиците на Тракия, частта за птиците във „Фауна на България – кратък определител“ и др. Някои от научнопопулярните му книги са преведени на чужди езици и издадени в чужбина – три издания в Германия, по едно – в Турция и Чехословакия. Популярните му статии са предимно на зоологична и природозащитна тематика и някои са преведени и издадени в чужбина на английски, френски, италиански, немски, чешки и други езици. От книгите си, самият Н. Боев определя като по-интересни „Прелета на птиците“ , „Нашите полезни птици“ , „Полска практика по зоология“.
Книгата му за полската яребица  е отпечатана в съкратен превод на руски език в списанието „Охота и охотничье хозяйство“ – едно от най-известните ловни списания, и на хърватски език в списанието „Lovac“. Книгата му „Детско букварче за растения и животни“ претърпява 5 издания, а преведената от него и Ат. Георгиев книга „Земя отвъд океана“ – 3 издания. Най-значимата от популярните му книги обаче, „Декоративни птици“, излиза посмъртно, една година след кончината му. Три години по-късно (1988) е създадено (по негова идея) Българско дружество за защита на птиците. Дванадесет години по-късно излизат и две основни статии за вълка в България – една от последните теми, по които работи . За научнопопулярните си статии той отбелязва: „... за тях нито водя точен списък, нито имам от всички на разположение, а нерядко някои от тях не носят и моето име, а друго или са неподписани.“ Според него до 1967 г. броят им надхвърля 350.
Н. Боев е инициатор за издаването на „Червена книга на Република България“ в два тома, неин съавтор и един от главните ѝ редактори. Боев мечтае и за издаването на една модерна тритомна „Птиците на България“ от поредицата „Фауна на България (монография)“ и въпреки че към 1967 г. е направил доста за подготвянето му, това издание се появява след повече от две десетилетия. Макар и доста закъснял, първият том се появява през 1990 г. Автор е и на повече от 120 статии за птиците в 5-томната „Кратка българска енциклопедия“ (1963 – 1969) и на статиите за животинския свят в „Енциклопедия А – Я“ (1974), издадени от БАН, част от които са илюстрирани лично от него.
Като един от най-изявените популяризатори на природонаучни знания, Николай Боев е бил член на редакционните колегии на списанията: „Лов и риболов“ (от 1955 г.), „Бодра смяна“, „Защита на природата“ (от създаването му през 1970 г.), „Наука и техника за младежта“ (от 1967 г.), „Турист“, „Курорти“, „Наша Родина“, „Природа и знание“, „Космос“, на туристическия вестник „Ехо“ и вестниците „Вечерни новини“ и „Септемврийче“. Той е консултант при Държавната кинематография – Студия за научно-популярни филми и е член и на Висшия ловен съвет при Министерството на горите и горската промишленост. Автор е и на 10 сценария за научнопопулярни филми с природозащитна и зоологична тематика. С научната си дейност и огромните му приноси в областта на популяризацията на защитата на природата Николай Боев е смятан за основоположника на съвременната природозащита в България. За него авторитетното британско орнитологично списание „The Ibis“ пише: „[Боев] е бащата на съвременната орнитология и природозащита в България. … Беше привилегия да го познаваш.“.  8 май (рождената дата на Николай Боев) е включен в природозащитния „Календар“ на България.